# Култура линеарнотракасте керамике
Култура линеарнотракасте керамике или култура тракасто-линеарне керамике (енгл. Linear Pottery culture) је форма археолошке културе која је на западнијем делу Европе коегзистирала са јужноевропском Старчево-Кереш-Криш културом и делимично из ње еволуирала.

## Опис
Култура линеарнотракасте керамике је склоп више најранијих пољопривредних неолитских култура (5. миленијум п. н. е.) на простору западне, северне и средње Европе. Ове културе настале су акултурацијом, т.ј. додирима мезолитског становништва Словачке, Трансданубије и Алфелда с неолитским заједницама касне старчевачке или керешке културе. Име су добиле по карактеристичном украсу на полукугластим и кугластим посудама: најчешће урезане, каткад и сликане (или бојене), појединачне линије или низови успоредних линија у виду равних и кривих узорака.
Насеља су била смештена на ободима плавних удолина и састојала су се од редова великих правоугаоних кућа с дрвеном конструкцијом и плетеним зидовима премазаних глином. Неке су биле једноставни стамбени објекти, а друге су имале и придодане газдинске одоре, штале итд. Основу пољопривреде чинио је узгој житарица, понајвише пшенице и јечма, те сточарство.

## Подела
Култура се дели на две велике скупине:
- источну, која обухваћа данашње државе Мађарску, Словачку, затим западни Ердељ, северни Банат и југозападну Украјину
- западну, која се простире у Холандији, Немачкој, Белгији, Француској, Швајцарској, Аустрији, Чешкој, Моравској, Пољској, западној Мађарској, југозападној Словачкој, и средишњој Хрватској.